# Colline fortifiée de Tenhola
La colline fortifiée de Tenhola (finnois : Tenholan linnavuori) est une colline fortifiée à Hattula en Finlande,,.

## Présentation
La colline fortifiée de Tenhola est une colline fortifiée de l'âge du fer, située dans le bassin du Vanajavesi à Hattula.
Dans le même bassin se trouvent d'autres collines fortifiées comme la colline fortifiée d'Aulanko ou la colline fortifiée de Hakoinen.